# El Día de Palencia
El Día de Palencia fue un periódico español editado en Palencia entre 1890 y 1941.

## Historia
Fue fundado en 1890 por Abundio Zurita; publicó su primero número el 1 de octubre de 1890. Publicación de carácter católico y ámbito meramente provincial, a lo largo de su existencia mantendría una posición cercana al católico e independiente El Diario Palentino. El 1 de octubre de 1921 el periódico fue adquirido por la Federación de Sindicatos Católico-Agrarios de Palencia, pasando a ejercer como órgano oficial de la misma. Durante la dictadura de Primo de Rivera llegó a ejercer como portavoz oficioso del régimen en Palencia, manteniendo una línea editorial acomodaticia con la la administración primorriverista.
En agosto de 1940 una orden de la Dirección general de Prensa establecía que El Día de Palencia debía unirse con su publicación hermana, El Diario Palentino; dejó de editarse a comienzos de 1941, tras medio siglo de existencia. Poco después de su desaparición, el 7 de enero de 1941 apareció El Diario Palentino-El Día de Falencia.